# 嘉義城隍廟戲台
原嘉義城隍廟戲台，又作時敏堂，過去曾是嘉義城隍廟作為酬神謝戲使用的場所，後遷移至臺斗街成為在地林氏家族的住宅，並於民國93年（2009年）3月31日時公告為嘉義市歷史建築。

## 沿革
西元1918年（大正7年），嘉義城隍廟的財務管理由住持轉換為地方人士，廟務的管理、特殊事件之處理，以及祭典的籌劃都交由地方仕商接手，為了興建戲臺設施，在地開始商量經費問題，開始著手對於廟宇的財務管理狀況。推舉後的第一批管理人為李助與蔡建昌。
根據史料記載，廟埕後於西元1922年（大正11年）建戲台。為回饋社會、教化人心，由當時在地商賈林寬敏出資興建，同時也在戲台內成立講解經文與善書，具有教育功能的宣講堂。
西元1940年（昭和15年），林寬敏之子林文章得知城隍廟因基於廟埕廣場運用及吳鳳北路擴寬，擬將戲台拆除，因此捐款戲台構材，將戲台拆解運回臺斗街，重新組構作為「時敏堂」住宅至今。
2009年，林寬敏之孫林良甲先生經由友人提醒提報歷史建築，2020年，嘉義市政府將斥資985萬元進行修復時敏堂，並在2021年修復竣工，未來建築預計作為文史展示空間使用。

## 建築設計
時敏堂為閩南傳統與日式融合之木構建築，面積約30坪，坐東朝西向，建築前設有簷廊與埕。前埕廣場作PC地坪，外牆除正面明間臺度以木作格柵設計，取其良好通風外，餘皆作紅磚以疊砌臺度。除漳州木構架，時敏堂還設有部分木構架構，如三通五瓜棟架，鱉魚斗拱等等閩式元素，另有「螞蝗釘」側向固定構件、作為防颱板收納之用的「戶袋」等日式建材工法。室內保存原色木構彩繪，主梁除繪有太極八卦圖，更繪有兩面中華民國國旗，神龕後方門板保有覆蓋過的對聯，例「城仰威靈拜回廟中酬厚澤，隍稱綏靖歌喧臺上答天恩」等，原為城隍廟戲台對聯之構件。
時敏堂屋頂原為歇山頂，屋面燕尾脊，但是遷建時為避免被誤認為祠廟，而改用水泥瓦，戲台保存兩件文物牌匾，「可以觀」牌匾由林寬敏先生所作，取自孔子《詩經》，是戲台兼作宣講堂的重要意涵，另一為門樘上「時敏堂」牌匾。1940年移建後，重新規劃調整內部格局。

## 外部連結
- 嘉義台斗街林家粉絲團－facebook （页面存档备份，存于）
- 原嘉義城隍廟戲台－國家文化資產網